# Кумано (посёлок)
Кумано (яп. 熊野町 Кумано-тё:) — посёлок в Японии, находящийся в уезде Аки префектуры Хиросима. Площадь посёлка составляет 33,62 км², население — 23 950 человек (1 июля 2014), плотность населения — 712,37 чел./км².

## Географическое положение
Посёлок расположен на острове Хонсю в префектуре Хиросима региона Тюгоку. С ним граничат города Хиросима, Хигасихиросима, Куре и посёлок Кайта.

## Население
Население посёлка составляет 23 950 человек (1 июля 2014), а плотность — 712,37 чел./км². Изменение численности населения с 1980 по 2005 годы:
| 1980 | 24 252 чел. |  |
| 1985 | 25 346 чел. |  |
| 1990 | 25 263 чел. |  |
| 1995 | 24 953 чел. |  |
| 2000 | 25 392 чел. |  |
| 2005 | 25 103 чел. |  |

## Символика
Деревом посёлка считается слива японская, цветком — цветок сливы японской, птицей — Cettia diphone.